# Dodecafonie
Dodecafonie (Grieks: δώδεκα dṓdeka = twaalf en φωνή phōnḗ = stem, geluid, toon) of twaalftoonstechniek ("twaalftoonsmuziek") is een compositiemethode in de muziek die in 1923 ontwikkeld werd door Arnold Schönberg. Het huis in Mödling waarin Schönberg in die tijd woonde, is nu een museum, het Schönberg-Haus. Een soortgelijke techniek werd enkele jaren vóór Schönberg ontwikkeld door Joseph Matthias Hauer. Basis van de twaalftoonstechniek is het uitsluitende gebruik binnen een compositie van een reeks waarin precies alle twaalf tonen uit de chromatiek voorkomen en een aantal daarvan afgeleide reeksen.

## Oorsprong
De gedachte achter de dodecafonie werd door Schönberg als volgt omschreven: "Zwölf nur auf einander bezogene Töne", waarmee de componist een soort absolute muziek bedoelde, zonder referenties aan buitenmuzikale inhouden (programmamuziek). Geen toon mocht belangrijker zijn dan de andere, alle dienden in principe even vaak voor te komen in een compositie. Deze 'democratie' in de muziek geeft de luisteraar een onbestemd gevoel, het gehele principe van een tonica wordt in dit systeem vermeden. In feite was de dodecafonie daarmee een soort muzikale ideologie. 
Schönbergs twaalftoontechniek maakt gebruik van een reeks, waarin elk van de 12 tonen eenmaal voorkomt. Deze reeks is als het ware het DNA van de compositie omdat zij het verschijnen van toonhoogtes reguleert, en wordt de normreeks genoemd. Omdat een enkele reeks onvoldoende variatie mogelijk maakte, gebruikte Schönberg tevens de "inverse" (horizontale spiegeling der intervallen), de retrograde (omgekeerde reeks) en de inverse retrograde van de rij, elk in alle transposities. Dat leverde 4 x 12 = 48 reeksen als basismateriaal voor een compositie op.

## Voorbeeld
Na de Tweede Wereldoorlog werden de dodecafonische werken van m.n. Anton Webern het grote voorbeeld voor de serialisten.
Slechts weinigen zijn in staat om bij het luisteren naar een dodecafonisch werk, de reeks te horen, waarop de constructie van de compositie is gebaseerd. Toch zijn er o.a. van Karlheinz Stockhausen een aantal merkwaardige voorvallen bekend, waarin deze aantoonde, wel degelijk over een dergelijk vermogen te beschikken.
Ook in de jazz zijn er musici die improviserenderwijs gebruikmaken van dodecafonische technieken, zoals de Nederlandse saxofonist Ferdi Schukking.